# 고모노정
고모노정(일본어: 菰野町)은 일본 미에현 호쿠세이부, 스즈카 산계의 동쪽 기슭에 위치하는 미에군의 정이다.
정 서부에 있는 유노야마 온천과 고자이쇼산에는 매년 많은 관광객·등산객이 방문한다.

## 역사
- 1928년 - 고모노촌이 정으로 승격해 고모노정이 되었다.

## 교통

### 철도
- 긴키 닛폰 철도 유노야마선
  - (← 욧카이치시 사쿠라역) - 고모노역 - 나카코모노역 - 오바네엔역 - 유노야마온센역

### 도로
- 국도 제306호선 (일본)(일본어판)
- 국도 제477호선 (일본)(일본어판)